# Ilse Dietze
Ilse Dietze (geboren 3. Dezember 1920 in Frohnau; gestorben nach 1985) war eine deutsche Funktionärin der Blockpartei CDU der DDR. Sie war Abgeordnete der Volkskammer der DDR.

## Leben
Ilse Dietze wurde als Tochter eines Arbeiters geboren. Nach dem Besuch der Volksschule in Frohnau erlernte sie den Beruf eines Bäckers. Am 10. Juni 1938 beantragte sie die Aufnahme in die NSDAP und wurde zum 1. September desselben Jahres aufgenommen (Mitgliedsnummer 6.962.242). Zwischen 1945 und 1950 war sie Abteilungsleiterin beim Rat des Kreises Annaberg. Bereits 1945 trat sie in die CDU ein. 1950 wurde sie Mitglied im Demokratischen Frauenbund Deutschlands. 1950 und 1951 war sie Stadtverordnete in Annaberg, 1951 bis 1952 Abgeordnete des Kreistages Annaberg und Mitglied des Komsumgenossenschaftsverbandes Annaberg. Ab 1952 war sie Vorstandsmitglied des Verbandes deutscher Konsumgenossenschaften (VDK) im Bezirk Karl-Marx-Stadt. Ab 1954 besuchte sie für zwei Jahre die Zentrale Planungsschule des VDK in Dresden. Ein Fernstudium an der Hochschule für Binnenhandel Leipzig von 1956 bis 1960 schloss sie mit dem Staatsexamen als Diplomwirtschaftlerin ab.
Ab dem 16. November 1958 war sie Abgeordnete der Volkskammer der DDR bis 1967. Sie war Mitglied der CDU-Faktion und Mitglied des Ausschusses für Handel und Versorgung.
Als VDK-Vorstandsmitglied wurde sie am 15. Juni 1968 auf dem X. Bauernkongress in den neuen Rat für Landwirtschaftliche Produktion und Nahrungsgüterwirtschaft (RLN) gewählt. Am 5. Oktober 1968 erfolgte auf dem 12. CDU-Parteitag ihre Wahl zum Mitglied des Hauptvorstandes der CDU. Dem Hauptvorstand gehörte sie bis zum 14. Parteitag im Oktober 1977 an.
Zuletzt arbeitete sie bis zum Eintritt in die Rente 1980 als Direktor für Ökonomie beim Staatlichen Kontor für Backwaren und Nährmittel in Ostberlin.

## Auszeichnungen
- 1956 Medaille für ausgezeichnete Leistungen
- Otto-Nuschke-Ehrenzeichen
- Ehrennadel der Nationalen Front
- Ehrennadel des VDK in Silber
- 1967 Ernst-Moritz-Arndt-Medaille
- 1971 Vaterländischer Verdienstorden in Bronze und 1980 in Silber